# Parafia Najświętszej Maryi Panny Matki Kościoła w Bezrzeczu
Parafia pod wezwaniem Najświętszej Maryi Panny Matki Kościoła w Bezrzeczu – parafia rzymskokatolicka należąca do dekanatu Szczecin-Pogodno, archidiecezji szczecińsko-kamieńskiej, metropolii szczecińsko-kamieńskiej. Została erygowana w 1997. Siedziba parafii mieści się w Bezrzeczu przy ulicy Górnej.

## Galeria

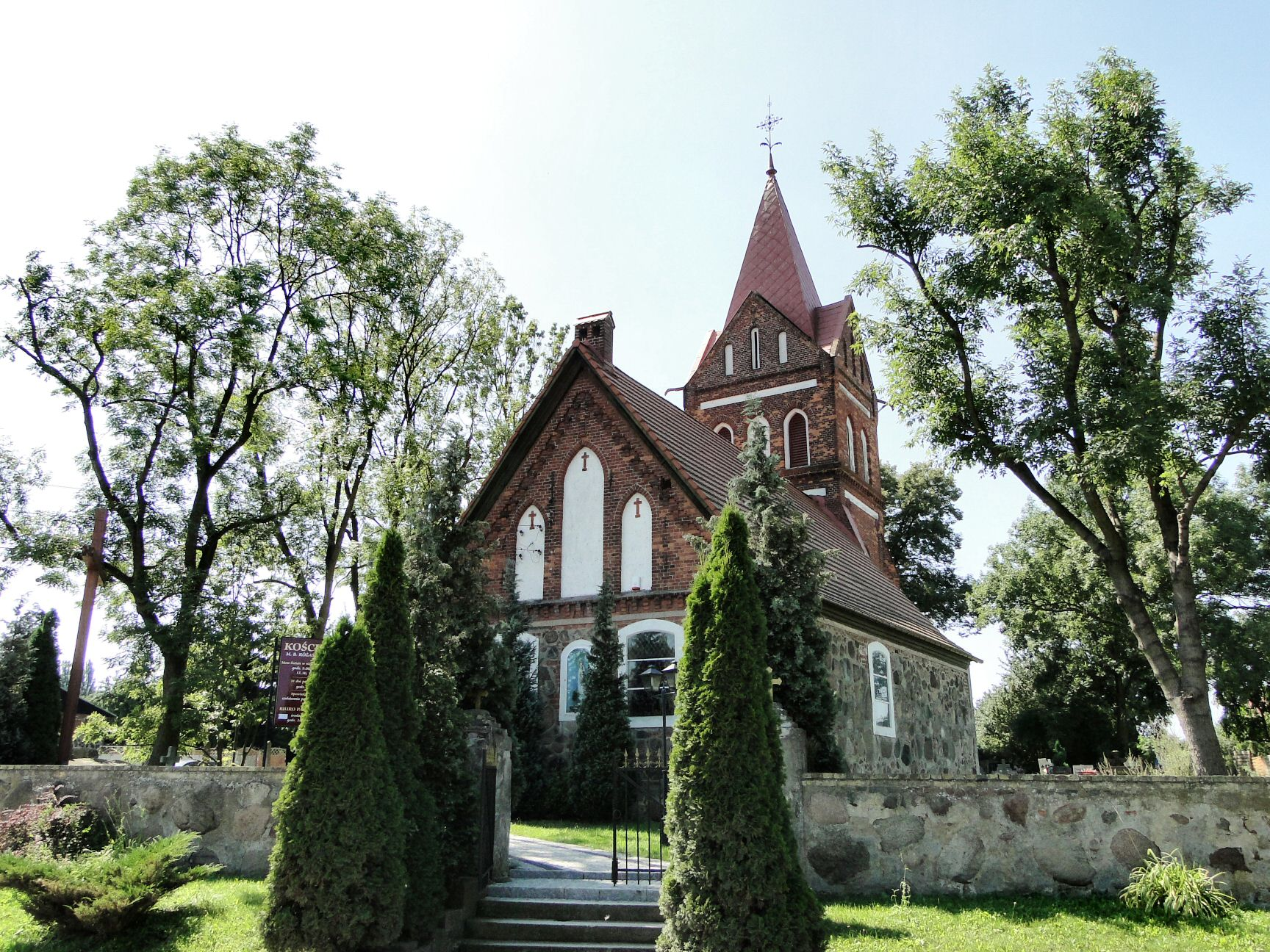
Kościół pw. Maryi Królowej Różańca Świętego w Bezrzeczu